# 1662年當選的皇家學會會士列表
本列表為1662年當選的皇家学会名錄，為該學會第三屆的院士選拔

## 當選院士
- 伊萨克·巴罗 (1630-1677)
- Sir John Brooke (1635-1691)
- Ralph Cudworth（英语：Ralph Cudworth） (1617-1688)
- 約翰·葛蘭特 (1620-1674)
- George Lane（英语：George Lane (FRS)） (1621-1683)
- William Schroter (1640-1699)
- Robert Spencer（英语：Robert Spencer, 2nd Earl of Sunderland） (1640-1702)
- Henry de Vic（英语：Sir Henry de Vic, 1st Baronet） (c.1599-1671)